# Monti Južno-Mujskij
I Monti Južno-Mujskij (in russo Южно-Муйский хребет, Južno-Mujskij chrebet?) sono una catena montuosa della Siberia Orientale meridionale situata nei rajon Severo-Bajkal'skij, Mujskij e Bauntovskij ėvenkijskij della Buriazia, e nel Kalarskij rajon del Territorio della Transbajkalia, in Russia.

## Geografia
La catena montuosa, che fa parte dell'Altopiano Stanovoj, si estende da ovest a est per quasi 400 km dalla depressione del fiume Barguzin (Баргузинской котловины) al corso superiore del fiume Čara. Nella parte orientale raggiunge una larghezza massima di 80 km. A nord, la catena è delimitata dalla depressione della Muja (Муйская котловина), a sud dalla depressione Bauntovskaja (Баунтовская котловина), a est dai fiumi Bambuika e Vitim. Il punto più alto della cresta è il picco Muiskij Gigant (3 067 m).
I monti sono composti da graniti, scisti cristallini, calcare metamorfizzato e dolomiti. La taiga di larici è presente sulle pendici; sopra i 1400 metri vi sono boschetti di pino nano siberiano e tundra di montagna.